# Przeciąganie liny na Letnich Igrzyskach Olimpijskich 1912
Przeciąganie liny na Letnich Igrzyskach Olimpijskich 1912 w Sztokholmie rozgrywane było w dniu 8 lipca 1912 r. 
Zawody odbyły się na Stadionie Olimpijskim w Sztokholmie. Ze względu na nieprzystąpienie do rywalizacji kilku zgłoszonych wcześniej drużyn, rozegrano tylko jeden mecz, w którym zespół Sztokholmskiej Policji pokonał 2:0 ekipę Policji Londyńskiej. 

## Medaliści
| Konkurencja       | Złoto | Srebro | Brąz          |
| Przeciąganie liny | Szwecja · Stockholm PoliceArvid Andersson · Adolf Bergman · Johan Edman · Erik Algot Fredriksson · Carl Jonsson · Erik Larsson · August Gustafsson · Herbert Lindström | Wielka Brytania · City of London PoliceAlexander Munro · John Sewell · James Shepherd · Joseph Dowler · Edwin Mills · Frederick Humphreys · Matt Hynes · Walter Chaffe | nie przyznano |

## Kraje uczestniczące
W zawodach wzięły udział tylko 2 zespoły (łącznie 16 zawodników) z 2 krajów:
| - Szwecja (8) - Wielka Brytania (8) |